# コブハクジラ
コブハクジラ（瘤歯鯨、Mesoplodon densirostris）はハクジラ亜目アカボウクジラ科オウギハクジラ属に属するクジラである。

## 名称

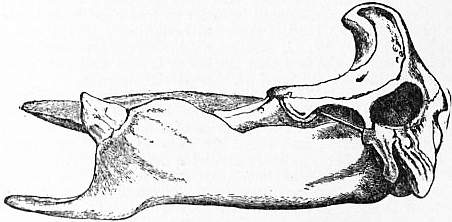
コブハクジラの頭骨。

種小名の「densirostris」は象牙をも超える密度の牙を持つことからラテン語で「高密度な口吻」を意味しており、英名の一つである「Dense-beaked Whale」の由来にもなっている。その他の英名は「Blainville's Beaked Whale」であり、報告者であるアンリ・ブランヴィルに因んでいる。和名は、牙の付け根がコブの様に盛り上がっていることに由来する。

## 形態

ヒトとの大きさの比較。

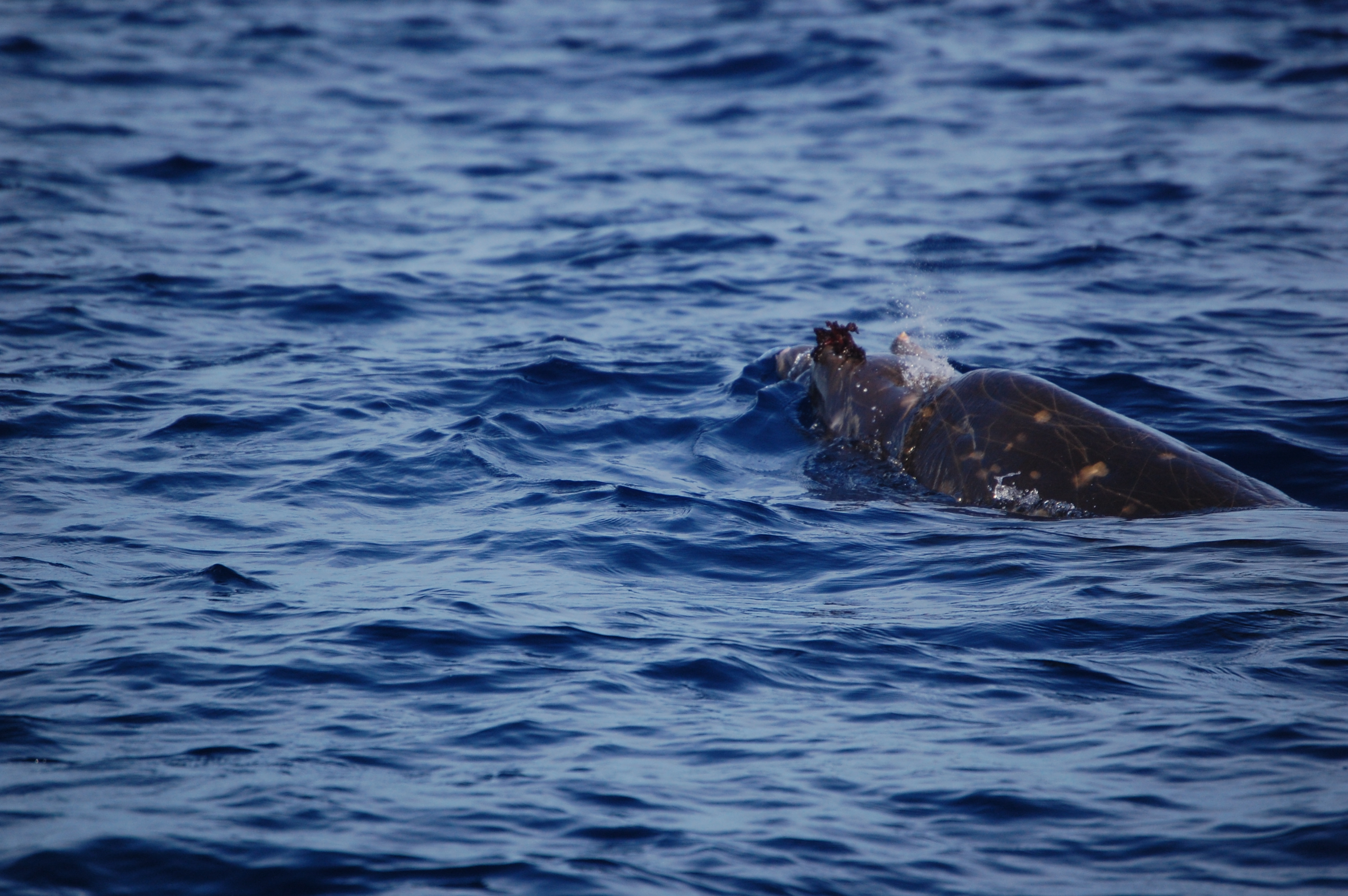
雄の牙には寄生生物が付着している場合がある。

オスとメス共に成獣は体長が4.8メートル前後、体重は800-1,033キログラムである。産まれた直後は体長は約2メートル、体重は60キログラム程度である。
コブハクジラの体型はオウギハクジラ類としては典型的であるが、同属の他種に比べて若干細長い。頭部のメロンは平らでありほとんど目立たない。胸鰭は体の大きさに比べて小さい。
雄の外観は非常に特徴的であり、他のオウギハクジラ類と同様に下顎の一部が上顎からはみ出してフェンス状になっている。そのフェンス状のはみ出し部分は、下顎の付け根のあたりから口吻の中ほどあたりまで延びている。またそのはみ出し部分にはフジツボが付着していることもある。更に別の大きな特徴として、口吻を構成する骨の密度が非常に高い点が挙げられ、上記の通り種小名や英名の一つの由来でもあり、象牙以上の密度であるとされている。おそらくは同種のオス同士で争う際の防御の意味があると考えられている。
体色は背側は濃い灰色あるいは暗い青灰色、腹側は明るい灰色、頭部は褐色であることが多い。雄の体表には雄同士で争った傷やダルマザメによる噛み傷があることが多い。

## 生息域と生態

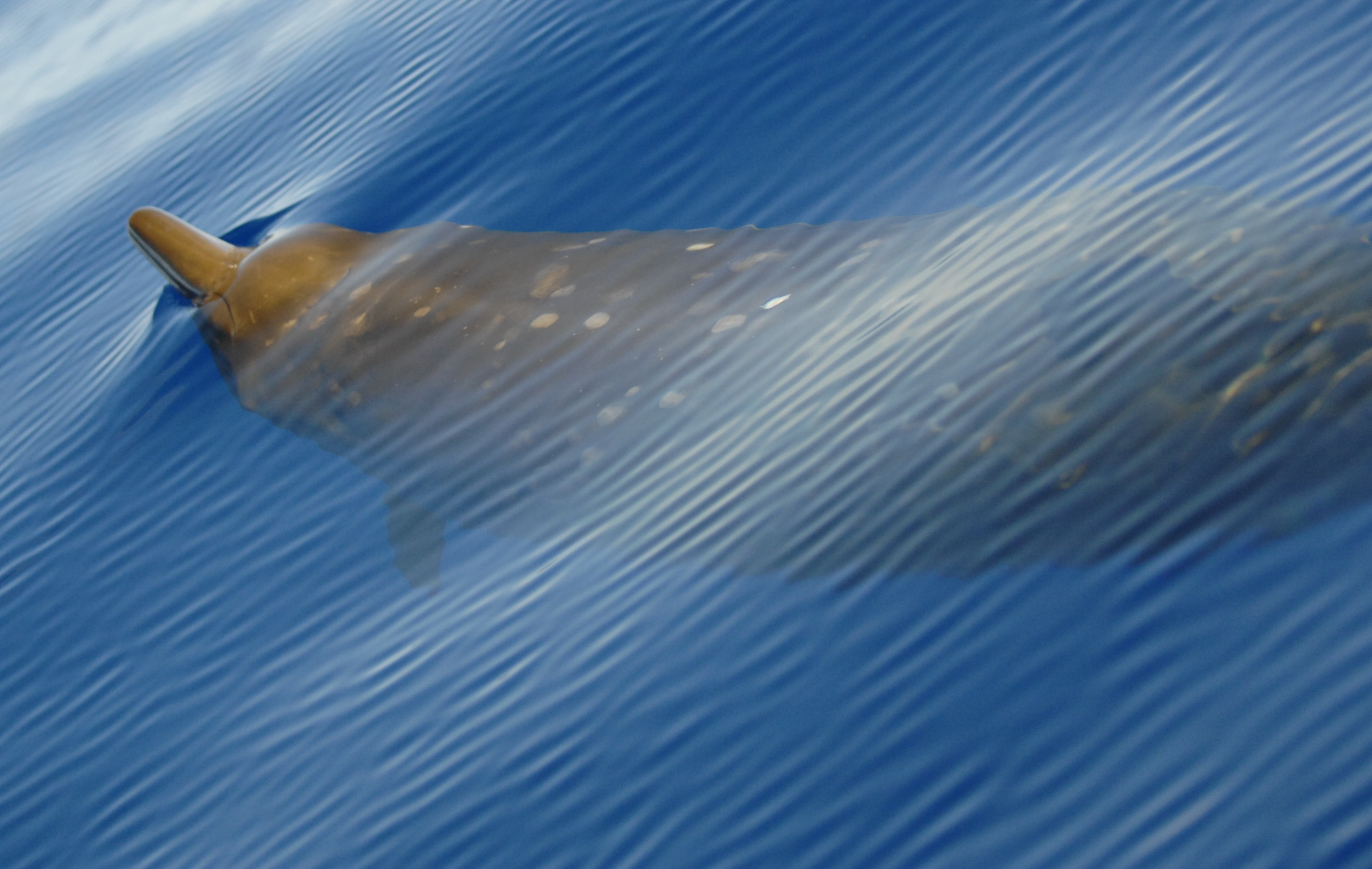
海面に浮上する個体。

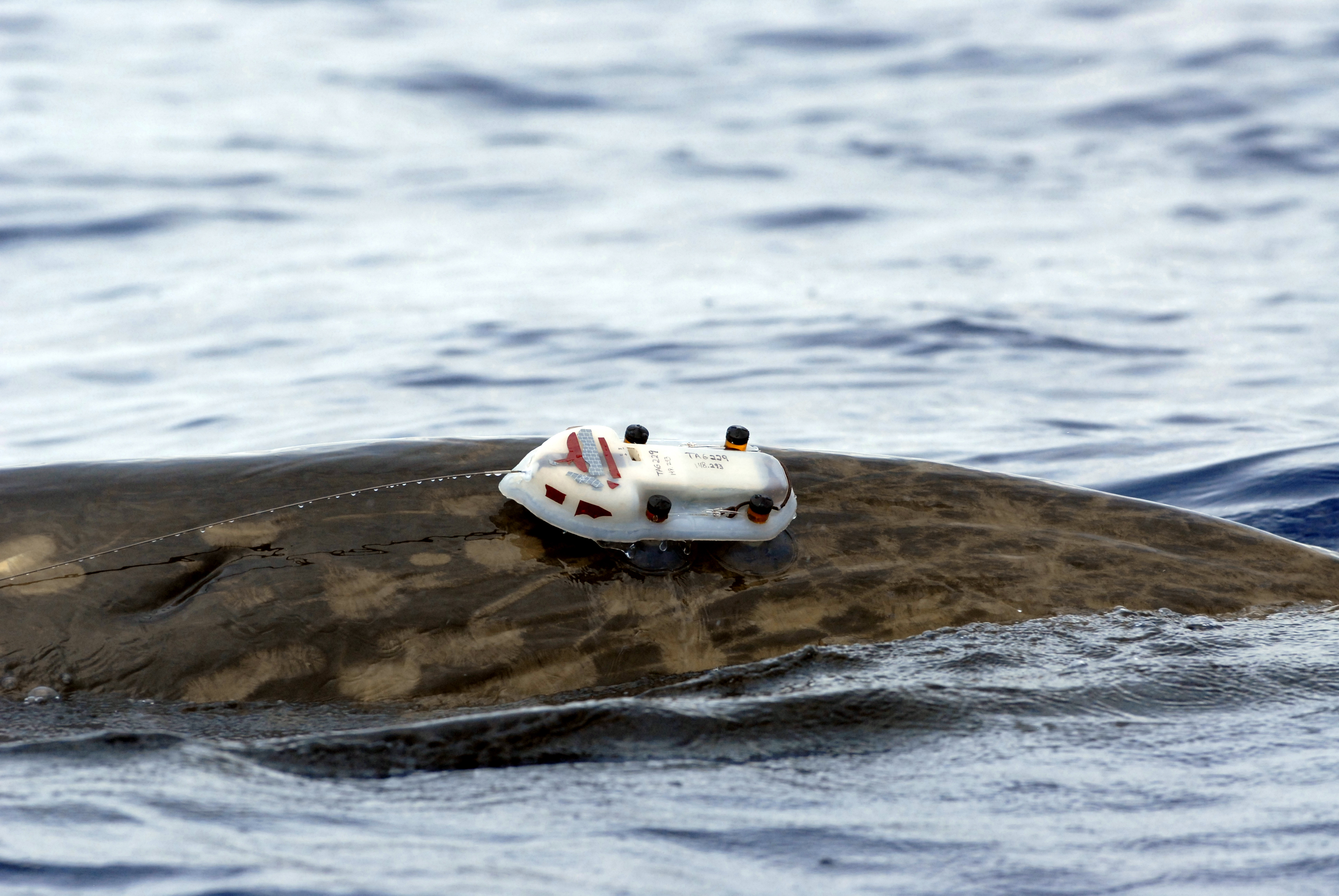
バハマ諸島におけるアメリカ海軍による生態調査。

オウギハクジラ属としては生息範囲が最も広汎であり、おそらく最も研究が進んでいる種だと思われる。また、オウギハクジラ属でも最も個体数が多いとされており、最も熱帯性であるともされている。
世界中の熱帯から温帯の海域に生息し、生息域の経度は非常に幅広い。大規模な回遊は行なわず、水深500 - 1,000メートルの海域を好むが、一部の海域では島々の沿岸の浅い海域にも現れる。また、多くの目撃例はアメリカのハワイ諸島やマリアナ諸島、ソシエテ諸島、バハマの沖などにおいて報告されている。バハマ諸島では定住または特定の海域を好んで利用している可能性がある。小笠原諸島や火山列島、奄美諸島や南西諸島などにも分布しており、ホエールウォッチングのツアー中などに偶発的に目撃されることがある。
ストランディング例はカナダのノバスコシア州、アイスランド、ブリテン諸島、日本、ブラジルのリオグランデ・ド・スル州、南アフリカ、チリ、オーストラリアのタスマニア州、ニュージーランドなどにおいて報告されている。
3-7頭程度の小さなポッドを成して行動する。ハーレムに近いグループが形成され、オスは群れのメスを守り、若いオスやライバルとなるオスは群れから追放されたり追い払われることがある。
潜水能力が非常に優れており、潜水時間は1時間に達する。深く長い潜水を行う際には、準備行動として15～20秒間隔の短い潜水を繰り返す。海面に浮上する際は非常にゆっくりであり、水をはねることもほとんどない。浮上の開始時には嘴を上に向けて、前向きのブローを噴射する。海面での呼吸を行う際には時には嘴を海面に叩きつけ、潜る時には体をわずかに回転させることがある。
他の多くの深海性のハクジラ類と同様に、おそらくイカなどの頭足類が主要な餌であり、他にも魚類や甲殻類を捕食することが知られている。

## 保護

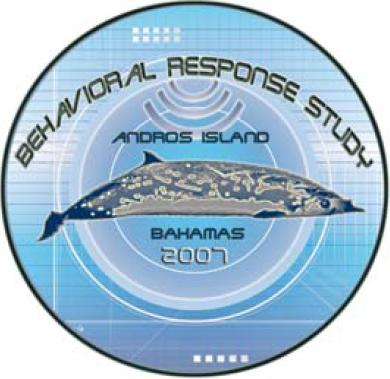
バハマ諸島における保護プロジェクトのロゴ。

オウギハクジラ類としては比較的良く知られた種であるが、全生息数は不明である。IUCNのレッドリストにおいては「データ不足」に分類されている。
捕鯨された例はあるが、積極的に捕鯨の対象となったことはない。混獲や船舶との衝突、ゴミの誤飲、環境汚染、気候変動によるエサの減少などの脅威が本種の生息にどの程度の影響を与えているのかも明らかになっていない。集団座礁の例が報告されており、海軍の音響ソナーが原因として指摘されることもあるが、関連性はまだ判明していない。
バハマの北東沖において多数の目撃例が報告されており、2002年頃より写真を用いた個体識別プロジェクトが始まっている。